# Урожайное (Тернопольская область)
Урожайное (укр. Урожайне) — село в Мельнице-Подольской поселковой общине Чортковского района Тернопольской области Украины.
До 2020 года входило в Борщёвский район.
Код КОАТУУ — 6120888301. Население по переписи 2001 года составляло 313 человек.

## Географическое положение
Село Урожайное находится на берегах реки Дзвина,
выше по течению на расстоянии в 1 км расположено село Дзвинячка,
ниже по течению примыкает село Латковцы.
Через село проходит автомобильная дорога Т-2002.

## История
- 1964 год — село Бабинцы переименовано в село Урожайное

## Объекты социальной сферы
- Школа I ст.
- Клуб.
- Фельдшерско-акушерский пункт.

## Достопримечательности
- Братская могила советских воинов.